# Villers-au-Bois (Nord)
Villers-au-Bois est une commune française disparue dans les années 1790 à la suite de sa fusion avec Campeau pour donner naissance à Villers-Campeau. Cette commune est par la suite absorbée le 12 avril 1947 par Somain.

## Histoire
Avant la Révolution française, Villers-au-Bois était le siège d'une seigneurie.
Par lettres données à Versailles en janvier 1698, la terre de Villers-au-Bois est érigée en comté donnant droit au titre de comte en faveur de Philippe-François de la Motte, baron de Cuincy, seigneur de Vilers-au-Bois, du Troncquoy et de Pibremont, capitaine de cavalerie. La bénéficiaire a mené une carrière au service du roi depuis au moins 1677 et a participé à de nombreuses actions. La terre de Villers-au-Bois relève du roi à cause du château de Béthune. Elle consiste en un château, maison, terres labourables, rentes foncières, bois. Plusieurs fiefs en relèvent, elle a la justice vicomtière et basse (justice seigneuriale) le seigneur est le fondateur de l'église du lieu.
Villers-au-Bois et Campeau fusionnent dans les années 1790 pour former Villers-Campeau. Villers-au-Bois est situé au nord de l'actuelle ligne de Douai à Blanc-Misseron, tandis que Campeau, qui compte trente habitants en 1793, est situé au sud de cette ligne, actuel chemin de Traisnel. Villers-au-Bois n'a pas d'église.

## Démographie
Villers-au-Bois compte quatre-vingt-trois habitants en 1793.